# STS–73
Az STS–73 jelű küldetés az amerikai űrrepülőgép-program 72., a Columbia űrrepülőgép 18. repülése.

## Jellemzői
A második Spacelab (USML–2) mikrogravitációs laboratóriumban az űrhajósok 12 órás váltásokban végeztek feladatokat. Az első küldetés tapasztalatait felhasználva a tudomány és a technológia tesztelése mikrogravitációs környezetben.

### Első nap
Eredetileg 1995. szeptember 25-én indult volna, de az űrrepülőgép startját többször elhalasztották műszaki- valamint meteorológiai problémák miatt. Hasonlóan az STS–61–C űrrepülőgép startjához, csak a hetedik kísérletre sikerült útnak indítani. Október 20-án a szilárd hajtóanyagú gyorsítórakéták, Solid Rocket Booster(SRB) segítségével Floridából, a Cape Canaveral (KSC) Kennedy Űrközpontból, a LC39–B (LC–Launch Complex) jelű indítóállványról emelkedett a magasba. Az orbitális pályája 89,7 perces, 39 fokos hajlásszögű, elliptikus pálya perigeuma 241 kilométer, az apogeuma 241 kilométer volt. Felszálló tömeg indításkor 116 646 kilogramm, leszálló tömeg 104 398 kilogramm. Szállított hasznos teher 15 250 kilogramm

## Hasznos teher
Az USML–1 küldetését az STS–50 űrrepülőgép biztosította. Az USML–2 programját, a NASA Spacelab Mission Operations Control Facility, a Marshall Space Flight Centerből több tudós támogatta. Ezen kívül ügyeleti rendszerben rendelkezésre állt több kutatóközpont és egyetem tudományos munkatársa.
USM –2  kísérletek tartalmából: 
1. Surface Tension Driven Convection Experiment (STDCE) – az űrrepülőgép felületén képződő hőáramlás mérésének kísérlete,
2. Protein Crystal Growth (PCG) – kereskedelmi megrendelésre gyártott gyógyszeralapanyagok.
3. Solid Surface Combustion Experiment (SSCE) – égési kísérletek – 25 csepp üzemanyagokkal – végzése egy zárt egységben. Tanulmányozták a láng életét, fizikai és kémiai mechanizmusait.
4. Protein Crystal Growth (PCG) – mikrogravitációs környezetben kristályok (élő, félvezető) előállítása. Zárt fehérjetartályban – mintegy 1500 – automatikusan történő folyamatok voltak.
5. Orbital Acceleration Research Experiment (OARE) – aerodinamikai hatások mérése a pályaszakaszokban, fel- és leszállás alkalmával,
6. Space Acceleration Measurement System (SAMS) – a Spacelab laboratóriumon belül mérte az  alacsony szintű gyorsulást (külső zavarok hatása a kísérleti, kutatási, anyag előállítási tevékenységekre). A SAMS eszközök több mint húsz űrrepülőgépen, 3,5 éven keresztül a Mir űrállomáson, majd 2006-tól a Nemzetközi Űrállomáson teljesít szolgálatot.
7. Three Dimensional Microgravity Accelerometer (3DMA) – háromdimenziós mikrogravitációs gyorsulásmérés,

### Tizenötödik nap
1995. november 5-én a Kennedy Űrközpontban (KSC), kiinduló bázisán szállt le. Összesen 15 napot, 21 órát, 53 percet és 16 másodpercet töltött a világűrben. 10 600 000 kilométert (6 600 000 mérföldet) repült, 255 alkalommal kerülte meg a Földet.

## Személyzet
(zárójelben a repülések száma az STS–73 küldetéssel együtt)
- Kenneth Dwane Bowersox (3), parancsnok
- Kent Vernon Rominger (1), pilóta
- Catherine Grace Coleman (1), küldetésfelelős
- Michael Eladio Lopez-Alegria (1), küldetésfelelős
- Kathryn Thornton (4), küldetés- és rakományfelelős
- Fred Weldon Leslie (1), kutatás specialista
- Albert Sacco (1), kutatás specialista

### Tartalék személyzet
- Ray Glynn Holt kutatás specialista
- David Henry Matthiesen kutatás specialista

### Visszatérő személyzet
- Kenneth Dwane Bowersox (3), parancsnok
- Kent Vernon Rominger (1), pilóta
- Catherine Grace Coleman (1), küldetésfelelős
- Michael Eladio Lopez-Alegria (1), küldetésfelelős
- Kathryn Thornton (4), küldetés- és rakományfelelős
- Fred Weldon Leslie (1), kutatás specialista
- Albert Sacco (1), kutatás specialista